# Comités Jeanne
Les Comités Jeanne (abrégé en CJ et logotypé « Jeanne, au secours ! ») sont un parti politique français créé en 2016 par Jean-Marie Le Pen, après son exclusion du Front national.

## Historique

### Création
Durant l’année 2015, Jean-Marie Le Pen — cofondateur du Front national (FN), qu’il préside de 1972 à 2011 — fait l’objet d’une procédure d’exclusion de son parti à l’initiative de sa fille Marine Le Pen, devenue présidente du parti, en raison de ses propos négationnistes. En novembre 2016, la justice valide l'exclusion de Jean-Marie Le Pen sans pour autant remettre en question sa fonction de président d'honneur, qui lui est finalement retirée à l’issue du congrès de 2018.
Après avoir envisagé la création d'un « Rassemblement Bleu-blanc-rouge » afin d'« agir dans le même sens que le Front national » sans nécessairement y appartenir, Jean-Marie Le Pen annonce la création des Comités Jeanne en mars 2016. Le mouvement, dont le slogan est « Jeanne, au secours ! » — en référence à l'action de Jeanne d'Arc pendant la guerre de Cent Ans —, entend peser sur la ligne politique du FN,.

### Campagnes
Jean-Marie Le Pen apporte son soutien à sa fille Marine en vue de l'élection présidentielle de 2017, lors de laquelle son association Cotelec prête six millions d’euros au FN,.
À l'occasion des élections législatives qui suivent, les Comités Jeanne nouent une alliance avec le Parti de la France, Civitas, la Ligue du Sud et le SIEL. Le cofondateur du FN appelle alors à des candidatures d’union sous la bannière « Jeanne, au secours ! ». L’alliance à laquelle participent les Comités ne parvient pas à accéder au financement public, ayant recueilli plus de 1 % des suffrages exprimés dans 41 circonscriptions, soit en deçà des 50 circonscriptions requises,.
En juillet 2018, Jean-Marie Le Pen laisse entendre qu’il n'exclut pas d'être candidat à sa succession aux élections européennes de 2019, tout en appelant, à 90 ans, à l'émergence d'une nouvelle génération de candidats,,. Il émet la possibilité d’une union avec le Rassemblement national (ex-FN), mais Marine Le Pen oppose une fin de non-recevoir à sa proposition,. Jean-Marie Le Pen apporte finalement son soutien à la liste du RN.
Lors des élections municipales de 2020, les Comités Jeanne obtiennent quelques élus, notamment à Ronchamp (Haute-Saône) et à Taverny (Val-d'Oise), où Alexandre Simonnot, secrétaire général adjoint des Comités Jeanne, est élu.

## Organisation
Placés sous la présidence de Jean-Marie Le Pen, les Comités Jeanne ont pour secrétaire général Laurent Ozon (2016-2017), puis Lorrain de Saint Affrique (depuis 2017).

## Élus
| Nom               | Mandat          | Date      | Affiliation     |
| ----------------- | --------------- | --------- | --------------- |
| Jean-Marie Le Pen | Député européen | 2016-2019 | APF (2018-2019) |